# كيوتي (أساطير)

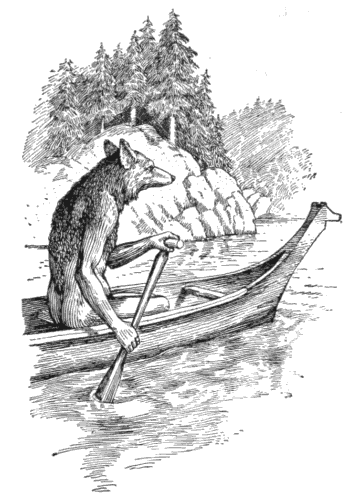
تجديف كايوتي في قصة تقليدية

كيوتي كايوتي أو القيوط أو ذئب البراري (بالإنجليزية: Coyote)‏ ذئب صغير في أمريكا الشمالية يظهر كثيرا في حكايات الهنود، وهم يصورونه على أنه مخادع، ففي إحدى الأساطير يستطيع القيوط أن يمنع الإله الخالق من أن يحيل بعض الدمى الخشبية إلى حيوانات، فتركها الإله الخالق في غضب، فأخذها القيوط وزرعها، فأنبتت الهنود الأوئل. وفي أسطورة أخرى يكون أحيانا ضحية على نحو ما حدث عندما قتل الحيوان القارض Por cupine عائلة الفيوط بأسرها؛ لأنها خدعته في نصيبه من لحم البقر. ظهر القيوط بعد ذلك في الأدب الشعبي الأمريكي على أنه يلعب شخصية المخادع (كايوتي).
وهو شخصية أسطورية مشتركة بين العديد من ثقافات الشعوب الأصلية في أمريكا الشمالية، ترتكز على الحيوان كايوتي (Canis latrans). عادة ما تكون هذه الشخصية من الذكور وتكون مجسمة بشكل عام على الرغم من أنه قد يكون لديه بعض السمات الفيزيائية الشبيهة بالذئاب مثل الفراء والأذنين المدببة والعينين الصفراء والذيل والمخالب. تختلف الخرافات والأساطير التي تتضمن شخصية الذئب (كايوتي) إلى حد بعيد وواسع من ثقافة إلى أخرى. يتشارك كايوتي في العديد من الصفات والسمات مع شخصية الغراب الأسطورية. كايوتي أيضا ينظر إليه على أنه مصدر إلهام لبعض القبائل.

## إيتالاباس
إيتالاباس Italapas اسم يطلق على القيوط (كيوتي) Coyote وهو ذئب صغير يتواجد في المنطقة الممتدة من ألاسكا إلى جمهورية كوستاريكا، يظهر بكثرة في أساطير قبائل الهنود في أمريكا الشمالية. ولقد ساعد الإله الخالق في خلقه للبشر. وكذلك في تعليمهم الفنون المختلفة. وهو الذي صنع أول مرج بأن دفع البحر إلى الوراء. وشخصية إيتالاباس تختلف عن القيوط المألوف من حيث أنه حيوان غير مخادع.
ففي أساطير هنود كاليفورنيا، مثلا، نجد أن القيوط يحاول دائما غواية المخلوقات ودفعها إلى الانحراف.

## الأسطورة
كانت كلمة كايوتي «ذئب» هي في الأصل تحريف إسباني لكلمة الناهيوتل (الأزتك) لكايوتي الحيوان البري. كايوتي هي واحدة من أكثر الأساطير شعبية بين الشعب الأمريكي الأصلي. كايوتي في بعض التقاليد يقال أنه محتال أو مخادع وماكر.

### طقوس الكايوتي
كايوتي هو روح تحرس طقوس الكايوتي "Coyoteway"، وهذه الطقوس هي واحدة من احتفالات العلاج عند النافاجو والتي تتميز بانتحال الذين يرتدون الأقنعة لصفة إلهية أو قدرة إلهية علاجية. سيكون الاحتفال ضرورياً إذا أصيب شخص في القبيلة «بمرض الكايوتي»، والذي قد ينتج عن قتل ذئب أو حتى رؤية جثته. خلال الطقوس، ينتحل المريض جزئيا  دور بطل الأسطورة الاحتفالية ويجلس على رسم رملي يصور حدثا من الخرافة. هو أو هي «يجتمع» مع الكايوتي، الذي يظهر بواسطة تقاليد القناع. يستعيد أو يسترجع الحفل علاقة المريض المتناغمة مع الكايوتي والعالم، وبالتالي يضمن العودة إلى الصحة الجيدة.

## في الثقافة
كايوتي هو شخصية في المجالات الثقافية التالية في الأمريكتين، كما هو محدد، عادة، من قبل علماء الإثنوغرافيا:

### كاليفورنيا
يظهر الذئب في أساطير العديد من الشعوب في المنطقة التي تغطيها ولاية كاليفورنيا الحديثة، بما في ذلك أتشوماوي وأتسوجوي، ديجوينوس، وجالينوميرو، وخوانينو، وكاروك، لويسينو، ومايدو، وميوك، بومو رامسن، شاستا، شاستيكا، وسينكيون، وأبو وياكوت، في العديد من هذه القصص، إنه شخصية مقدسة ذات قوى إبداعية إلهية؛ وفي حالات أخرى، يكون محتالًا غبيًا وغالبًا ما يكون هزليًا. في بعض القصص يجمع بين كلا الدورين.
ومن الأمثلة الجيدة على ذلك خرافة مايدي Maidu التي تقول إنه في البدء، كان هناك كائن أعلى يسمى «خالق الأرض» كان يطفو على المياه اللانهائية، فقام كايوتي باستدعائه إلى الخارج، فبدآ يغنيان معا لخلق العالم. وبعد أن اكتمل خلق العالم أخذ «خالق الأرض» بخلق الناس. وحينها أخذ كايوتي على نفسه عهدا بأن يفسد ويخرِّب هذه الكلمات التي قالها الكائن الأعلى بإدخال الشر إليها. ومن أجل ذلك، أمر «خالق الأرض» الناس بالوقوف في وجه كايوتي وشره لتدميره، وعلى الرغم من الجهد الذي بذلوه في سبيل ذلك فإن كايوتي تغلب عليهم من خلال استخدام قواه الخارقة المتمثلة بالمكر والخداع. وفي نهاية المطاف، يدرك «خالق الأرض» مدى قوة كايوتي، وأنها تساوي قوته.
هناك فكرة شائعة بين الناس مفادها بأن كايوتي ليس شريرا محضا بل إنه في بعض افعاله قد أفاد المجتمع البشري، وذلك أنه قد نظم حرارة الشمس التي كانت الكائنات العليا تستأثر بها لنفسها؛ في هذا العمل وصف كايوتي بأنه محسن أو فاعل خير للبشرية. وفي أسطورة شاستا، ينقذ كايوتي العالم من عشرة أقمار شريرة كانت ستجعل العالم يدخل في شتاء أبدي.
في خرافة ميواك Miwok، يخلق كايوتي جميع الحيوانات، ثم يقوم باستدعائهم لمجلس شورى ليتناقشون في شأن خلق الإنسان. وهنا يطالب كل حيوان بأن يمتلك الإنسان أفضل الصفات الجيدة، فيحتدم الجدال بخصوص هذا الشأن. فيسخر كايوتي منهم، وقال إنه لينبغي أن يمتلك البشر الفطنة والدهاء. فيقوم كل حيوان بصنع نموذج إنساني ولكن على شاكلته أو بحسب هواه، فيقوم كايوتي، بعد ذلك، بتدمير كل النماذج، ويقدم نموذجه الخاص ليخرج إلى الحياة.
تقول أسطورة ميواك Maidu أنه بينما كان الخالق يصنع كائنات مختلفة من الصلصال، حاول كايوتي أن يفعل الشيء نفسه. وبسبب استخفافه المتواصل لم تكتب لمحاولته النجاح. فاقترح الخالق أنه إذا توقف عن هذا السلوك، فقد يتمكن من النجاح. فاحجم كايوتي عن سلوكه هذا - وهكذا، اعتبرت هذه النصيحة هي أول كذبة في العالم.
بعض القصص تصور كايوتي بأنه تجسيدا للفجور والشهوات الشريرة: مغتصب أو معتدي متسلسل يستخدم خداعه ومكره في مهاجمة مجموعة من الضحايا ومن بين هذه الضحايا يهاجم حماته واخته. هذا الحكايات عززت الجانب الأخلاقي لدى المجتمع وذلك من خلال استخدام الفكاهة اللاذعة التي تسخر من السلوك الشنيع فتصوره بصورة فظيعة وغير مقبولة إطلاقا.

### عند أحواض الأنهر
يظهر كايوتي في أساطير شيمويفي (قبائل بايوت)، وشوشون ويوتي بمظهر متميز وبارز. في هذه المنطقة، تعرضه معظم القصص على أنه محتال ومخادع خبيث مؤذي وبذيء. ومع ذلك، هناك بعض أصداء لدوره المقدس على النحو المعبر عنه في أساطير كاليفورنيا، ولا سيما في احضاره النار للناس.

### أصل الحصان
في إحدى أساطير شمهوفي (Chemehuevi) جنَّد كايوتي بعض الحيوانات من أجل مساعدته في تحقيق غايته. وفي منتصف الأسطورة طلب كايوتي أن تحضر له «سلة الأدوات»، وطلب كايوتي المساعدة من العنكبوت الأسود و   Parotsok itapitsi (نوع من الطيور غير معروف)، للانتقام أو الثأر لحفيده (كويوت) الذي قتلته «أخوية السماء» المسماة (the Sky-Down-feather-Brothers).
بدأ الأمر حينما أُرسِل الحفيد كويوت من قبل والدته لكي يرى كايوتي، ولكن قبل ذهاب الحفيد قالت له والدته (محذرة) وبصراحة بأن لا يدلف إلى الكهف الموجود بين منزلها ومنزله. على أية حال، بعد أن مضى في رحلته قليلا بدأ الظلام يحل شيئا فشيئا ومطر خفيف أخذ يتساقط. قرر الحفيد أن لا يعبأ بتحذير والدته فدخل إلى الكهف وأمضى فيه الليلة وصباح اليوم التالي.
وعندما استيقظ الشاب شعر بثقل يجتاح رأسه، وبدت يداه مختلفتين بالكامل، وقد كسى الشعر جسده. واثناء مغادرته الكهف اقتربت منه الخراف الجبلية فرافقته في أثناء رحلته إلى بيت جده. وعندما بلغ منزل كايوتي، يراهم كايوتي قادمين لاحظ بأن أحد الخراف الجبلية أضخم من البقية. فيعقد العزم على قتل الضخم قبل أن يخبره الذئب بأن أحد هذه الخراف هو في الحقيقة حفيده بل حثه الذئب بأن لا يقتله بل يجب إطعامه حزمة من العشب. بعد ذلك قرر كايوتي مضطرا بأن يقتل الخراف الجبلية الأصغر ويترك الضخم. وبعد الأكل، تنحى الحفيد جانبا لقضاء الليل مع الخراف الجبلية الأخرى قبل أن يعود في الصباح. ومرة أخرى، قتل كايوتي الخراف الصغيرة وأطعم أكبرها حزمة من العشب. تتكرر نفس هذه العملية عدة مرات ليكتسب كايوتي كمية وافرة من اللحوم.
وفي الصباح، على كل حال، لمح اثنان من «أخوة السماء» خروف الجبل الضخم. الأخ الأكبر أو كبيرهم يعرف هوية الخروف الجبلي الضخم، واختار تركه ولكن الأخ الأصغر قرر تجاهل أوامر الأخ الأكبر بأن يترك الخروف الضخم وشأنه ويقرر أن يقتله. وبعد أن أطلق الأخ الأصغر النار على الخروف الضخم تفاجأ بأن صيده الضخم تحول إلى شاب يرتدي خفين. فسفك الأخوين دماء الحفيد وطارا بعيدا.
وفي صباح اليوم التالي نعى الذئب فقيدهم وقرر إعداد خطة للانتقام من أجله. الذئب أخبر كايوتي أن يختبئ في المياه، وأن يجعل العنكبوت الأسود ينصب شباكه... على أية حال، أحكما خطة الانتقام بدقة. وقبل تنفيذها ذهب كايوتي للمكان الذي قتل فيه حفيده فرأى دماءه، ووجد شعره فأخذه معه.
وهناك، الأخوان القاتلان أثناء طيرانهما شعرا بالعطش فبحثا عن ماء في الجوار، وفعلا لمحا بركة صغيرة وعندما هبطا لشرب الماء صاح بهما معاون كايوتي فحاولا الهرب لكن شبكة العنكبوت كانت لهما بالمرصاد فعلقا بها، وهكذا، اقترب منهما العنكبوت فعضهما وبذلك خسرا قدرة الطيران وعادا إلى الأرض. وبذلك قد نجحت خطة الذئب وحصل كايوتي على انتقامه.
في ختام هذه القصة يذهب كايوتي إلى مكان قتل حفيده ليجد بأن حفيده قد تم بعثه ويبدو أنه قد رحل عن المكان. فيستنتج كايوتي بأن حفيده قد أصبح حصانا؛ بسبب أن جميع الحشائش في المكان قد تم أكلها.

### في الهضبة
توجد أيضًا أساطير وقصص كايوتي في ثقافات منطقة الهضبة: شينوكان (بما في ذلك شعب ويشرام ومتنوماه)، وفلاتهيد، ونز بيرس، ونلاكابامو، وسيلكس (أوكاناغان)، وساتكسي، تسهلقوتين، وياكاما.
قصة واحدة من قبيلة شينوكان Chinookan تصف محاولات كايوتي للقبض على سمك السلمون. بعد اخفاقات متكررة في موضوع صيد السلمون تغوط كايوتي (في الماء) فقام برازه بإهانته. وأخيرا، توقف الراز عن إهانته وقدم له نصائح جيدة ليس في كيفية صيد السلمون ولكن في كيفية إعدادها أيضا بعد أن يصطادها. تنعم كايوتي قليلا بالنجاح الذي حققه قبل أن يعود فيفشل مرة أخرى. توقف كايوتي وكرر ما فعله سابقا، ولكن هذه المرة أخبره برازه أنه يجب أن يراعي عدة أمور لو أراد الصيد، مثل الموقع الجيد. وفي النهاية تعلم كايوتي الصيد بعد جهد طويل.

### في الجنوب الغربي
يظهر كايوتي أو كيوتي Coyote أيضًا في تقاليد شعب Tohono O'odham في أريزونا، باعتباره شريكًا لبطل الثقافة Montezuma. كما أنه يظهر في أسطورة فيلم White Mountain Apache، «يحارب كايوتي الكتلة المظلمة» (وهو شكل من أشكال موضوع Tar-Baby)، وفي أساطير مماثلة من Zapotec وPopoluca في المكسيك.

## الأصل الوظيفي
يقارن كايوتي في الأساطير الأسكندنافية بلوكي Loki، وكذلك بروميثيوس، الذي يتشارك مع كايوتي بسرقة النار المقدسة من الآلهة وتقديمها إلى البشر، وأنانسي (المخادع)، بطل الثقافة الأسطورية في الأساطير الأفريقية الغربية. وفي أوراسيا، بدلاً عن كايوتي، غالبًا ما يظهر الثعلب كبطل محتال ومخادع، بدءًا من حكايات كيتسون (الثعلب) في اليابان وحتى دورة رينارد في أوروبا الغربية.
اقترح كلود ليفي شتراوس، عالم الأنثروبولوجيا الفرنسية  نظرية هيكلية تقترح أن كايوتي والغراب حصلا على وضع أسطوري؛ لأنهما حيوانات تعتبر وسيطة بين الحياة والموت.

## في العصر الحديث
يحتل كايوتي (القيوط) مكانة بارزة في الجهود الحالية المبذولة في سبيل تثقيف الشباب حول اللغات والثقافات الأصلية في أمريكا الشمالية. حيث افتتح أحد الشعوب الأصلية مدرسة ابتدائية للمتميزين واسموها مدرسة (كيوتي) على اسم الشخصية الأسطورية كيوتي. كما ذكر في أفلام وكتب وقصص أخرى.